# 土倉
土倉（どそう・とくら・つちくら）は、鎌倉時代および室町時代の金融業者。現在の質屋のように物品を質草として担保とし、その質草に相当する金額の金銭を高利で貸与した。

## 語源
本来は土塗りの壁によって周囲を囲った倉庫を指していた（土蔵）。奈良時代の記録に「土倉」という語も出現している。ただし、堅固な土倉の出現は鎌倉時代後期とする説が有力である。なお、蔵書家として名高い平安時代の左大臣藤原頼長の書庫は板壁の上に石灰やカキ殻を塗って補強したものであったとされ、これが当時のもっとも頑丈な倉庫であったと考えられる。

## 金融業
平安時代の末に日本でも大量の宋銭が輸入され、都市を中心に貨幣経済が浸透してくる。このような中、富裕な僧侶、神人などが延暦寺などの有力寺社の保護のもと、無担保で高利の貸金業（無尽銭土倉）をはじめ、借上（かしあげ）と呼ばれるようになる。これらの業者が担保として物品を預かるようになり、担保品を保管するために土蔵を建てたことから土倉と呼ばれるようになった。また、逆に社会の不安定さを反映して土倉を持つ商人に貴重な財産や文書などを預けて災害などに備える風潮も発生し、商人は預かった財産を元手に金融業を始める者もいた。こうした商人もまた、土倉のルーツと考えられている。なお、こうした風潮は商人間のみに留まらず、朝廷や幕府から庶民に至るまで広がっていったと考えられており、後の納銭方・公方御倉などに発展していく契機となったと考えられている。
鎌倉後期から室町時代になると、これら土倉を営む酒屋が多数出現し、土倉や酒屋と並称されることが多くなる。京都では正和年間に330件の土倉があり、近郊の嵯峨や坂本にも多くの土倉があったとされている。
室町幕府は土倉に対し、土倉役（倉役、酒屋の場合は酒屋役）と呼ばれる税を課し、主要財源の一つとなる。特に明徳4年（1393年）には幕府は土倉に対して年間6,000貫文の納付と引き換えに寺社等が持つ一切の支配権を否定して臨時課役の否認を認めた。以後、延暦寺などの寺社と幕府の間で激しい駆け引きが行われるが、当時は室町幕府の全盛期であったため、これに抗うことは出来なかった。寺社から自立した土倉は幕府と結びつきながら、永享年間には土倉による座（土倉方一衆）が形成されるようになる。幕府は納銭方と呼ばれる役職を設けてこれらの徴税にあたったが、納銭方に任ぜられるのは土倉・酒屋の中の有力者で、自然と幕府の経済政策に対する影響が大きくなっていった。また、室町幕府は土倉を保護すると共に統制した。それまで利息は高額なところでは8文子、10文子（元金100文につき月利8-10文）であったが、4文子以下にするように法令を出した。しかし実際には一般的な土倉の利息は6文子が平均相場であったとされ、法令もあまり守られなかったようである（なお、寺院の祠堂銭は2文子が相場であったとされている）。また、幕府の規制によって自由な開業や廃業、火災などを理由とした倉役免除などは原則的には認められていなかった。南北朝の動乱以降、荘園制が崩れてくると、荘園領主である貴族や寺社の資金繰りが苦しくなり、土倉・酒屋に借金を重ねる。土倉・酒屋の中には貴族や寺社から荘園の徴税権を担保にし、実際に荘園領主の代官として現地に乗り込んで年貢を徴収する者も現れた。また、スポンサーである寺社の没落と対照的に土倉・酒屋は栄え、独立していく。
これら土倉・酒屋は資金力にものを言わせ、有力な町衆として自治都市の主導権を握る。その一方、室町時代中期以後には高利・日歩による利息で小規模資本で営業を行った日銭屋（ひぜにや）と呼ばれる金融業者が登場して土倉の営業分野を侵食し始めた。また、多くの人から恨みを買いやすい土倉・酒屋はたびたび、徳政一揆で襲撃の対象にされた。土倉・酒屋はそれに対抗し、金で用心棒を雇い自衛するようになった。また、室町幕府も徳政令が出されると倉役を免除しなければならなかったので財政収入に影響を与えた。その対策に苦慮して、後に分一銭を導入して債権額の1/10（後に1/5）を幕府に納入することを徳政令適用の条件とし、後に土倉などが徳政令適用除外のためにこれを納めることも認めた。また、納銭方に請負制を導入して倉役収入の安定化も図っている。
なお、土倉が金融業を営んでいたことは事実であるが、室町・戦国期には土倉以外の商人や京都などの都市周辺部を本拠とする土豪、更には公家や武家及びその家臣たちなどの間でも金融行為が盛んに行われており、研究者の間でも土倉による金融行為とその他の身分・階層による金融行為が混同されているとの指摘があり、更に土倉を金融業者・質屋と定義することを含めて、「土倉」の定義そのものが近代歴史学において検証されていないとする指摘もあり、土倉の実態については依然として不明な点も多い。